# 橋爪もも
橋爪 もも（はしづめ もも、5月10日 - ）は、日本のシンガーソングライター。レインボーエンタテインメント所属。

## 来歴
自作のロリータ服を身にまとい、シンガーソングライターとしての活動を開始。都内のライブハウスを中心に、アコースティックギターの弾き語りでオリジナル曲を歌い、自主企画ライブを行う等、活動の幅を広げる。一方、ドレスメーカー学院で学んだ服飾の技術を活かして自身と他のアーティスト（There There Theres、STARMARIE等）へロリータファッション（主にクラシカル系ロリータ）を基本とした衣装の製作、提供も行っている。
FM NACK5への数回にわたるゲスト出演をきっかけに、2016年10月、同局で自身初の冠番組『橋爪ももの生乾き放送〜終わりよければ〜』パーソナリティに抜擢される。
同時期から2017年にかけて、文庫X（清水潔著『殺人犯はそこにいる』新潮社刊）をイメージした楽曲「文庫Xの歌」を制作。文庫Xを仕掛けた岩手県盛岡市のさわや書店フェザン店で、正体を隠した「歌手X」として販売し、300枚以上を売り上げた。その活動をきっかけに、2017年10月、徳間ジャパンコミュニケーションズからシングル「願い」を橋爪もも名義でリリースし、メジャーデビューを果たした。
2018年3月、新曲「自由」が蒼井そら主演のBSジャパン『逃亡花』の主題歌に決定したことと、同年6月メジャー初のミニアルバム「夜道」を発売することが発表された。
2019年4月、自身初のフルアルバム『本音とは醜くも尊い』を発売。発売記念イベントとして、2019年4月19日から5月9日まで、HMVエソラ池袋を皮切りにインストアライブと特典会を開催した。また、ゲスト出演した複数のラジオ番組にて『本音とは醜くも尊い』が12人の物語であることが本人によって語られている。同アルバムのリード曲「バレリーナ」は、テレビ神奈川（tvk）制作の音楽情報バラエティ番組「関内デビル」2019年4月度エンディングテーマに起用された。
2019年6月7日、メジャーデビュー後初の単独ライブを渋谷TAKE OFF7で開催した。バンドメンバーはバンマス＆ギターに坂本夏樹、キーボードは菊池亮太、ドラム 関口孝夫、ベース 浅倉高昭。同公演は「赤裸々」と銘打ち、アルバム『本音とは醜くも尊い』の本音と結び付け、「本音を赤裸々に伝える」というコンセプトで行われた。

## 音楽性
ルーツは邦楽のロックにあり、最も影響を受けたアーティストは、THE YELLOW MONKEYのボーカリスト・吉井和哉である。他にも、幼少期から家庭で流れていたさだまさし等、男性アーティストからの影響を多く受けている。
自身の音楽を「哀愁ロック」と位置付け、日常の鬱積した感情を歌詞に押し込めたようなダークな楽曲から、物語を紡ぐような繊細なバラードまで幅広い。
所持するギターにはそれぞれ名前が付けられており、初代アコースティックギターは「小林」、エレキギターは「松崎」と呼ばれている。Seagull社製の二代目アコースティックギターは「白井さん」。現在使用している三代目アコースティックギターはTAYLOR914ceであり、「髭丸」と呼ばれる。

## 人物
「橋爪もも」の名の由来は、母親が好んだというミヒャエル・エンデによる児童文学「モモ」に因んだものであると言われている。ひょうきんな性格で、トークでは下ネタをも厭わない。
2015年にリリースされたミニアルバム『終わりよければ』のジャケットでは、ロリータ服を着てラーメン店の厨房で湯切りをしており、制作したデザイナーによると、音楽性とファッション性、性格とのギャップを表現したものだという。
また、ワコール系列の下着メーカー・ウンナナクールのふんどしを愛用、ワコールへインタビューするほどの愛好家でも知られる。

## 作品

### シングル
| リリース       | タイトル   | 販売                                         |
| -------------- | ---------- | -------------------------------------------- |
| 2014年5月21日  | 青のワルツ | ZETTA MUSIC                                  |
| 2017年10月25日 | 願い       | 徳間ジャパンコミュニケーションズ             |
| 2018年4月14日  | 自由       | 徳間ジャパンコミュニケーションズ（配信限定） |
| 2021年5月10日  | 猫です     | レインボーエンタテインメント (配信限定)      |

### ミニアルバム
| リリース       | タイトル       | 販売                             |
| -------------- | -------------- | -------------------------------- |
| 2012年9月      | 彼らの場合     | 自主制作                         |
| 2015年9月9日   | 終わりよければ | nyt records                      |
| 2018年6月20日  | 夜道           | 徳間ジャパンコミュニケーションズ |
| 2021年11月24日 | さよなら       | レインボーエンタテインメント     |

### アルバム
| リリース      | タイトル           | 販売                             |
| ------------- | ------------------ | -------------------------------- |
| 2019年4月17日 | 本音とは醜くも尊い | 徳間ジャパンコミュニケーションズ |
| 2024年5月15日 | 変態               | PCI MUSIC                        |

### 特典CD
| リリース       | タイトル         | 販売                             | 備考                                                           |
| -------------- | ---------------- | -------------------------------- | -------------------------------------------------------------- |
| 2015年9月9日   | 私というものなど | nyt records                      | ミニアルバム「終わりよければ」初回予約特典                     |
| 2019年4月17日  | 造花             | 徳間ジャパンコミュニケーションズ | アルバム「本音とは醜くも尊い」初回予約特典                     |
| 2021年11月24日 | 不安症           | レインボーエンタテインメント     | ミニアルバム「さよなら」Amazon購入特典                         |
| 2021年11月24日 | 断捨離           | レインボーエンタテインメント     | ミニアルバム「さよなら」タワーレコード購入特典                 |
| 2021年11月24日 | R.I.P            | レインボーエンタテインメント     | ミニアルバム「さよなら」橋爪もも公式オンラインショップ購入特典 |

## 出演

### レギュラー
| 番組名                                           | メディア       | 期間                  | 備考                                                    |
| ------------------------------------------------ | -------------- | --------------------- | ------------------------------------------------------- |
| MUSICにゅっと。                                  | NOTTV          | 2015年1月 - 2016年1月 | シーズン2から参加。「橋爪ももの生乾き占い」コーナー担当 |
| 咲子とズレ子の土曜の夜は生にゅっと。with橋爪もも | ニコニコ生放送 | 2015年8月 - 2015年9月 |                                                         |
| 橋爪ももの生乾き放送                             | FM NACK5       | 2016年10月 - 継続中   |                                                         |